# 駐日マルタ大使館
駐日マルタ大使館（マルタ語: Ambaxxata ta' Malta fil-Ġappun、英語: Embassy of Malta in Japan）は、マルタが日本の首都東京に設置している大使館である。在東京マルタ大使館（マルタ語: Ambaxxata ta' Malta f'Tokjo、英語: Embassy of Malta in Tokyo）とも。

## 歴史
1964年9月21日、現在のマルタ共和国の前身となるマルタ国がイギリスから独立し、1965年7月15日に日本とマルタの間で外交関係が樹立された。
その後、キャンベラの在オーストラリア高等弁務官事務所や北京の在中華人民共和国大使館、バレッタの本省による兼轄を経て、2020年9月28日、東京に駐日マルタ大使館が開設された。

## 所在地
| 日本語 | 〒105-0001 東京都港区虎ノ門4-3-20 神谷町MTビル14階 41～43号室                               |
| 英語   | Office No.41-43, Kamiyacho MT Bldg. 14th Floor, Toranomon 4-3-20, Minato-ku, Tokyo 105-0001 |

## 大使
2014年7月8日より、アンドレ・スピテリが特命全権大使を務めている。就任から6年以上にわたってバレッタ常駐の非常駐大使であったが、2020年9月28日に東京の大使館が開館したことによりスピテリ大使が初代常駐大使となった。